# BR-020
A BR-020 é uma rodovia federal radial do Brasil. Seu ponto inicial fica na cidade de Brasília, e o final, em Fortaleza. Passa pelo Distrito Federal e pelos estados de Goiás, Bahia, Piauí e Ceará. Aberta no governo do presidente Juscelino Kubitschek, a rodovia tem 2.038 quilômetros, no trajeto mais curto de Brasília a Fortaleza, segundo informações do extinto Departamento Nacional de Estradas e Rodagens (DNER).
Nos estados da Bahia e do Piauí, há longos trechos da rodovia que são de terra, e também trechos que não foram construídos até hoje, ainda estando na fase de planejamento, o que força os motoristas a utilizarem outras rodovias para chegarem ao seu destino. Sua extensão é de 2038,5 quilômetros (incluídos os trechos não construídos).
Em seu livro 50 Anos Em 5: Meu Caminho para Brasilia (Volume III), o ex-presidente Juscelino Kubitschek lamentou a falta de continuidade e conservação desta rodovia construída em seu governo. Segundo ele, alguns trechos teriam sido naturalmente fechados posteriormente pela floresta devido a falta de conservação. Logo após Juscelino ter saído do governo, seu sucessor na presidência Jânio Quadros extinguiu a Rodobrás - empresa estatal criada para manutenção rodoviária federal.
Em 2005, o trecho compreendido entre as cidades de Formosa (GO) e Fortaleza (CE) recebeu a denominação de Rodovia Presidente Juscelino Kubitschek, através da Lei nº 11.141/05.
A ideia inicial da proposta, que teve origem na Câmara dos Deputados (PCL 7/2004), era dar o nome do responsável pela criação de Brasília a toda a rodovia. Entretanto, a BR-020 já havia sido objeto de iniciativa semelhante, tendo a lei nº 10.434/2002 dado ao trecho compreendido entre Brasília e Formosa a denominação "Rodovia Luiz Carlos Prestes".

## Importância econômica
Considerando que o escoamento de produção é feito predominantemente através do transporte rodoviário no Brasil, a malha viária pode ter impactos positivos para além da economia local. Melhorar o tempo e as condições de deslocamento (ou seja, a logística) têm resultados nos custos de operação de diversos negócios também nos outros estados. A BR-020 é uma via estratégica para a logística de abastecimento das regiões, principalmente quando se trata do transporte de produtos como soja, milho, feijão, suínos e aves. Logo, a rodovia ajuda a tornar a economia mais dinâmica e eficiente nos estados do Ceará e Bahia, ligando o interior, por exemplo, ao Porto do Mucuripe, em Fortaleza. 

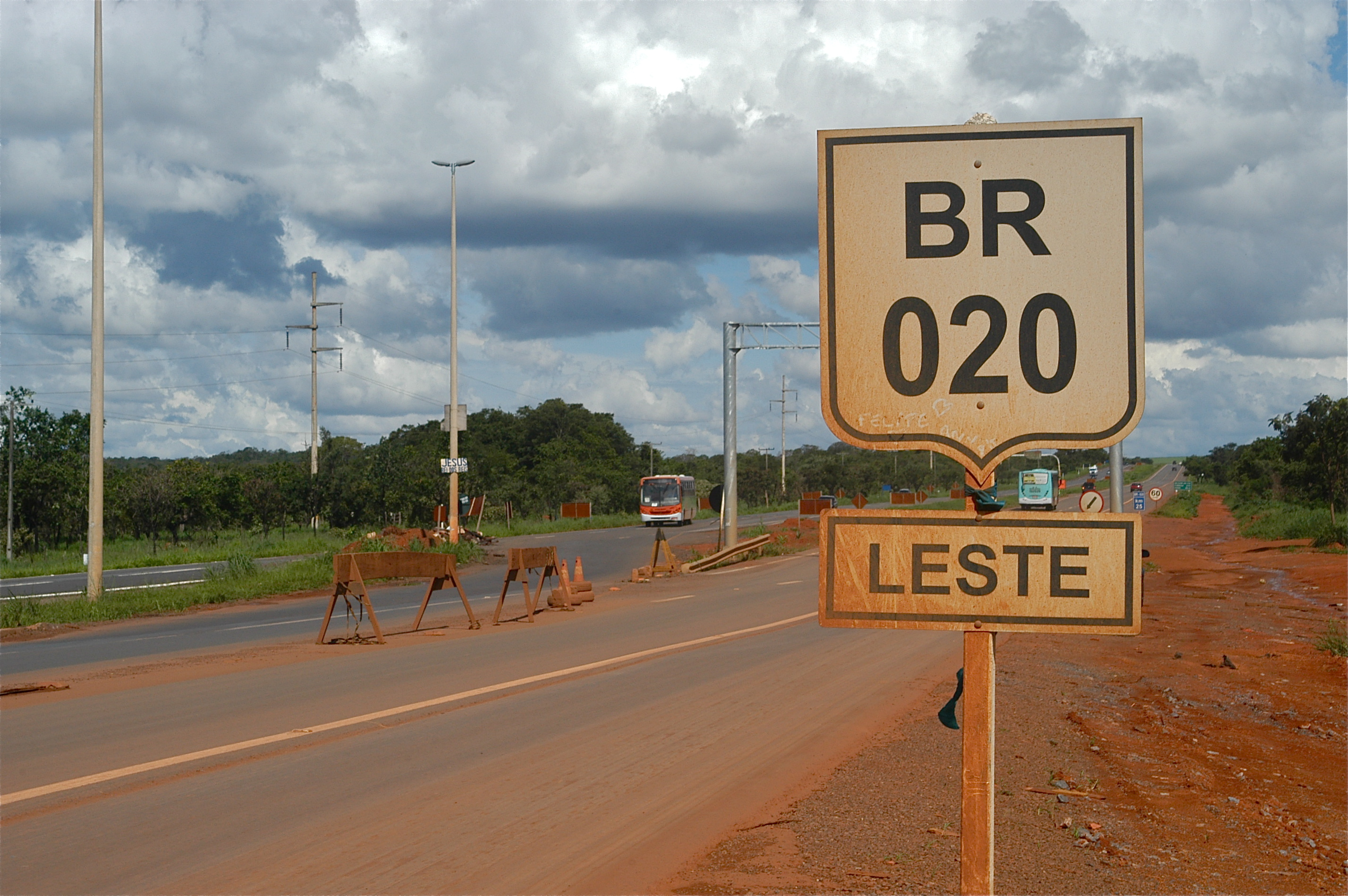
BR-020 em Planaltina-DF.

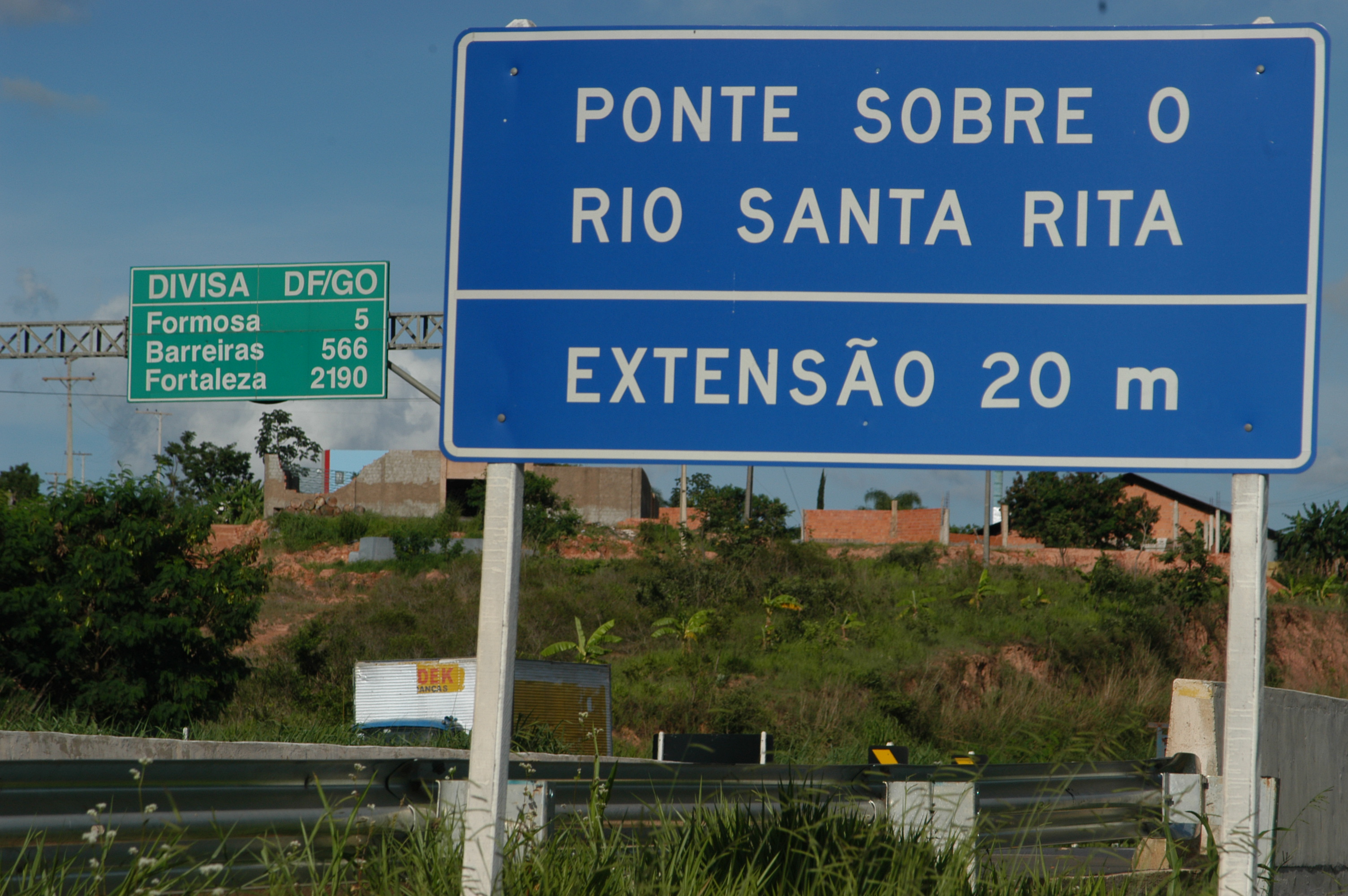
Divisa DF-GO.

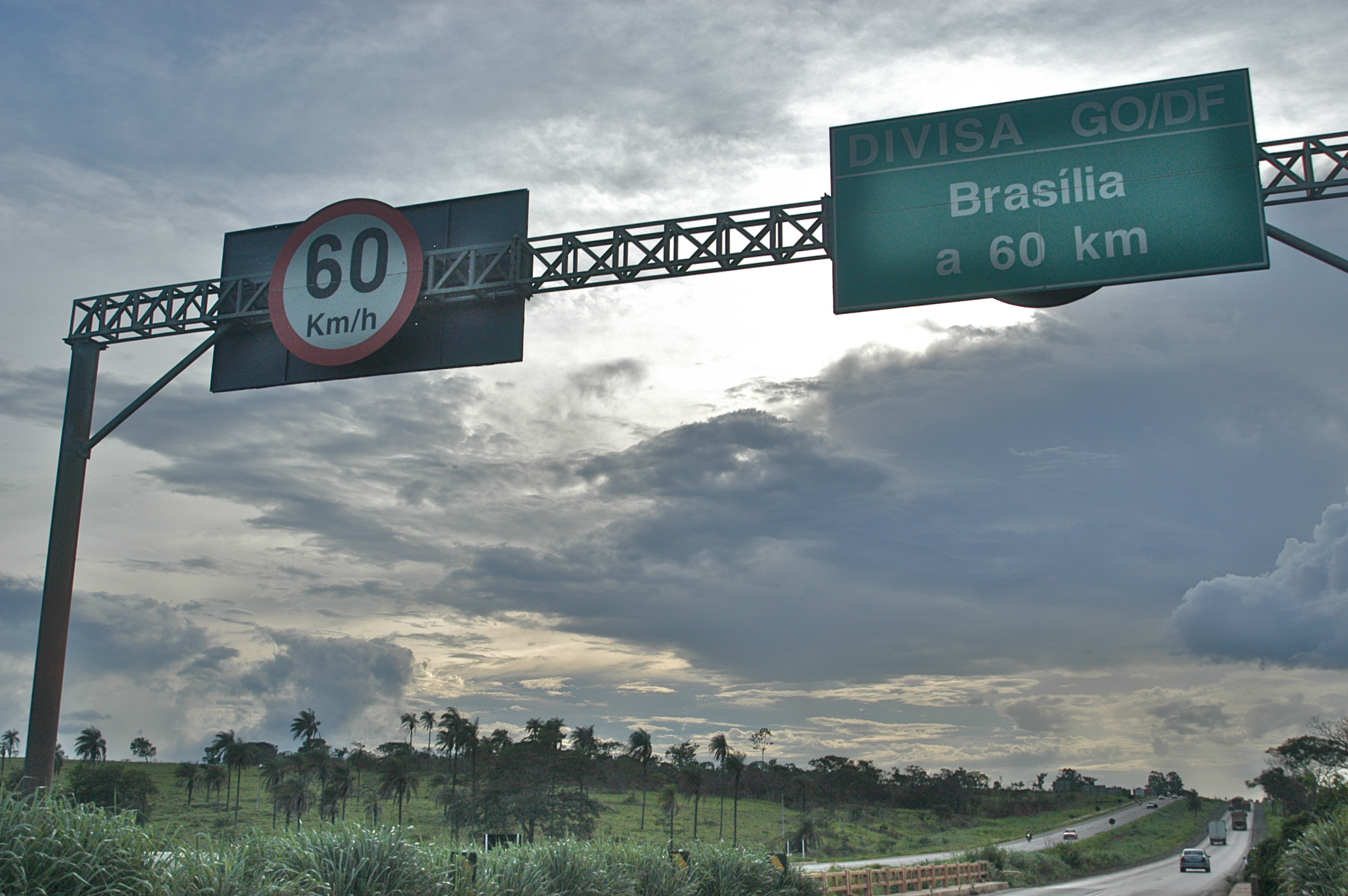
Divisa GO-DF.

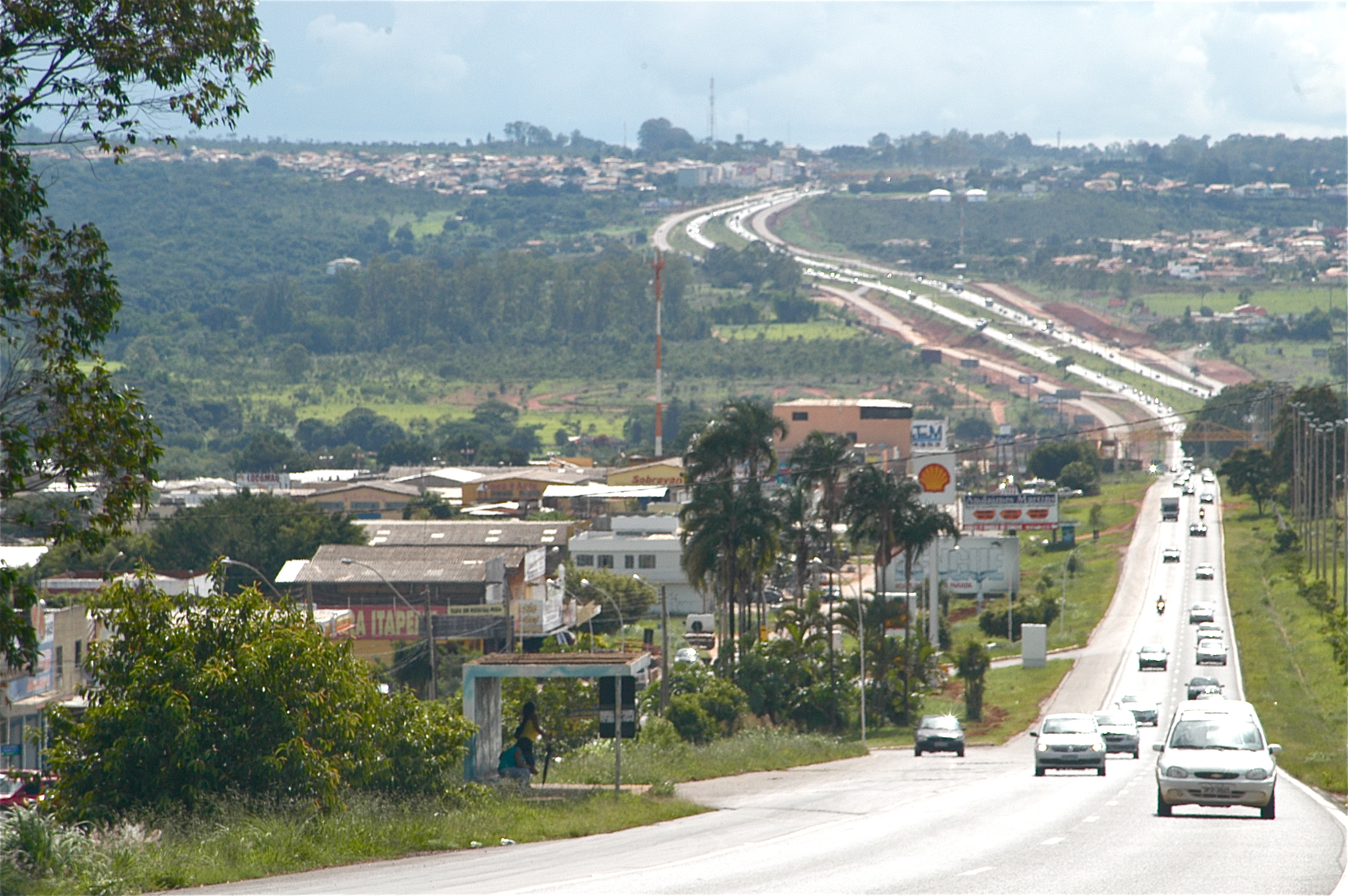
BR-020 em Sobradinho-DF.

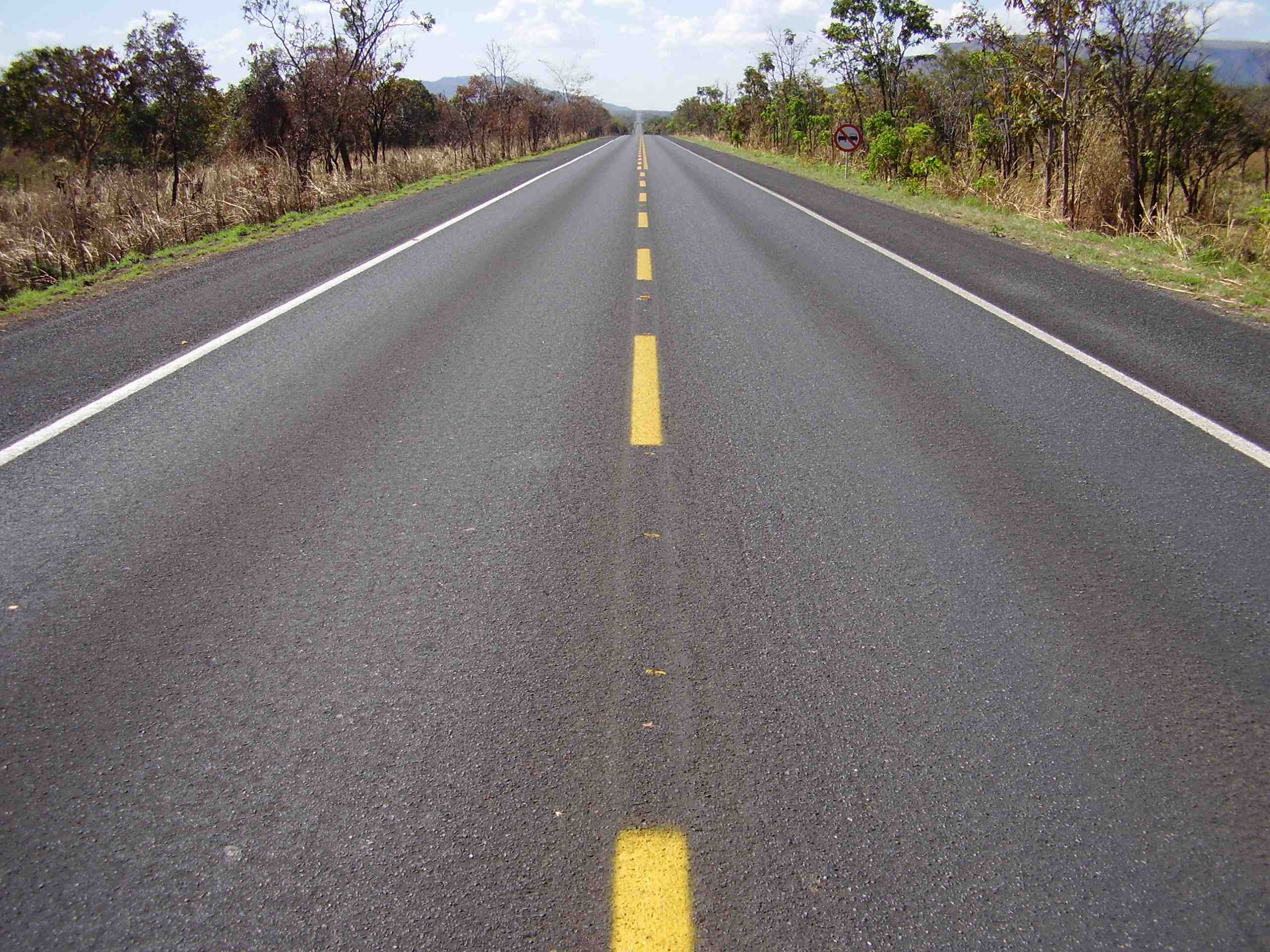
BR-020 em Goiás.

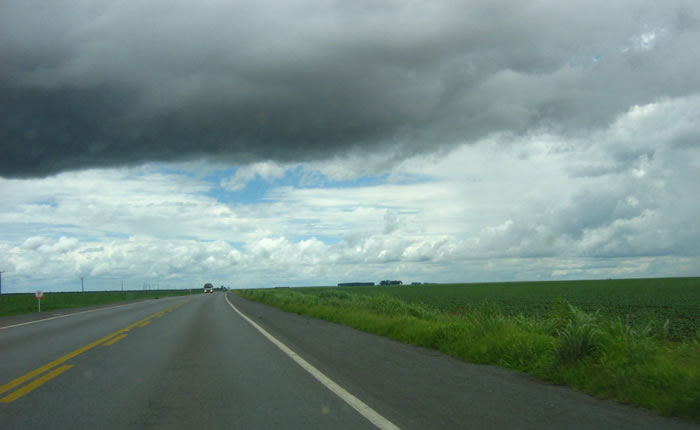
BR-020, após Luiz Eduardo Magalhães-BA, sentido Brasília.

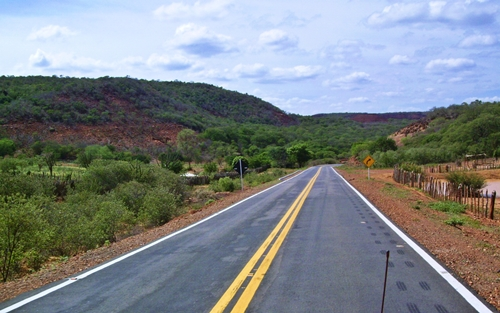
BR-020 em São João do Piauí.